# آتسو واتانابه
آتسو واتانابه (انگلیسی: Atsuo Watanabe؛ زادهٔ ۱۵ آوریل ۱۹۷۴) بازیکن فوتبال اهل ژاپن است.
از باشگاه‌هایی که در آن بازی کرده‌است می‌توان به باشگاه فوتبال اوراوا رد دیاموندز اشاره کرد.